# コロンブス 永遠の海
『コロンブス 永遠の海』（コロンブス えいえんのこうかい、Cristóvão Colombo – O Enigma）は、2007年のポルトガル映画。
「コロンブス＝ポルトガル人」説を唱えた歴史家とその妻の旅路を描いたドラマ映画である。

## ストーリー
ポルトガルからアメリカへ移住したマヌエル・ルシアーノは、コロンブス出生の秘密を研究し、コロンブスがポルトガル人であると考えている歴史学者だった。マヌエルは妻のシルヴィアと共に新婚旅行のついでにコロンブス所縁の地を訪ねる。

## キャスト
- リカルド・トレパ: マヌエル・ルシアーノ
- レオノール・バルダック: シルヴィア
- マノエル・デ・オリヴェイラ: マヌエル・ルシアーノ（2007年）
- マリア・イザベル・デ・オリヴェイラ: シルヴィア（2007年時）
- レオノール・シルヴェイラ: マヌエルの母
- ルイス・ミゲル・シントラ: ポルト・サント島の美術館長